# 巴齐玛利亚玛达肋纳堂
巴齐玛利亚玛达肋纳堂（Chiesa di Santa Maria Maddalena dei Pazzi）是一个罗马天主教建筑群，包括教堂和一个前修道院，位于意大利佛罗伦萨。
堂名中的巴齐是该堂的主保圣人，来自巴齐家族的一位圣衣会修女，1669年封圣。